# Syzygium siderocola
Syzygium siderocola är en myrtenväxtart som först beskrevs av Elmer Drew Merrill, och fick sitt nu gällande namn av Elmer Drew Merrill. Syzygium siderocola ingår i släktet Syzygium och familjen myrtenväxter.
Artens utbredningsområde är Filippinerna. Inga underarter finns listade i Catalogue of Life.